# غو أهد إيغلز
غو أهد إيغلز (بالإنجليزية: Go Ahead Eagles)‏ نادي كرة قدم من ديفينتر، هولندا ويلعب حاليًا في الدرجة الأولى. الملعب الخاص بالنادي وهو ملعب دي أديلارشورست. حقَّقَ النادي بطولة دوري الدرجة الممتازة أربع مرات (1917، 1922، 1930، و1933). تخرج من النادي العديد من اللاعبين الدوليين على مر السنوات أبرزهم رايموند فان دير خو، رينيه إييكيلكامب، مارك أوفرمارس، بول بوزفيلت، يان كرومكامب، فيكتور سيكورا، بيرت فان مارفيك، وديمي دي زو. كما أنَ البدايات التدريبية المُتميزة لهينك تين كيت وليو بينهاكر من هذا النادي.

## التاريخ

### نجاحات مبكرة
تأسس النادي في عام 1902 تحت اسم Be Quick من قبل الأخوين هولاندر، سرعان ما تمَّ تغيير الاسم إلى غو أهد بناءً على طلب الاتحاد الملكي الهولندي لكرة القدم، وكان ذلك في عام 1905.
بدأَ غو أهد المُنافسة في دوري الدرجة الثانية، وصعد النادي إلي الدرجة الأولي في عام 1911، وأصبح غو أهد إيغلز بطلًا لشرق لأول مرَّة في عام 1916، وبعد ذلك واجه في مسابقة البُطولة الوطنيَّة الأبطال الإقليميين الآخرين، أثبت بطل الجنوب نادي فيلم تو تيلبورغ قوته الكبيرة في تصفيات البُطولة الوطنية، وبعد مرور عام حصل فريق غو أهد على لقب الدوري الأول، وهو إنجاز كبير تكرر في أعوام 1922، و1930، و1933.
كانَ فريق غو أهد هو الفريق الأكثر نجاحًا في الدوري الشرقي في الفترة ما بين الحربين العالميتين الأولى والثانية، حيثُ فاز النادي بالبُطولة الإقليميَّة خمس عشرة مرَّة خِلال تلك الفترة، وفاز باللقب الشرقي ثماني مرات متتالية من عام 1916 إلى عام 1923، وفاز النادي بالبُطولة الشرقيَّة الأخيرة قبل الحرب عام 1937، وعاني النادي أوقات صعبة بعدَ ذلك، حبث هبط النادي إلي الدرجة الثانيَّة في عام 1941، وصعد مرَّة أُخرى إلي الدرجة الأولي في العام التالي، وأصبح النادي بطل القسم الأول الشرقي للمرة السادسة عشرة والأخيرة في عام 1948، نافس غو أهد الأبطال الإقليميين الآخرين، واحتل غو أهد المركز الثالث خلف بطلي نهائي التصفيات البُطولة الوطنيَّة دين بوستش، ونادي هيرنفين.

### الاحتراف وأوروبا
كانَ نادي غو أهد غير ناجح عند بداية الاحتراف في عام 1954. احتل النادي المركز الثاني في دوري الدرجة الثانيَّة في عام 1956، وصعد النادي إلي الدرجة الأولي في عام 1959. سجّل غو أهد أكبر فوز لَهُ في تاريخ النادي ضدَّ رودا كيركراده في يوم في 7 أكتوبر 1962، حيثُ أنتهت المبارة بنتيجة 11-1، تبع ذلك الصعود إلي الدوري الهولندي الممتاز في عام 1963. استمر النادي في اللعب في المستوي الأعلي في الأربعة والعِشرين عامًا التي تلت عام 1963 بوجه الخصوص النصف الثاني من الستينيات، حقَّقَ غو أهد أداءً جيدًا في الدوري الهولندي على سبيل المثال من عام 1966 إلى عام 1969 احتل النادي المركز الرابع من المراكز الخمسة الأولى على التوالي، وكان موسم 1967–68 أفضلموسم عندما احتل غو أهد المركز الثالث خلف أياكس أمستردام وفاينورد.

## التشريفات
- الدوري الهولندي الممتاز

الفائز: 1916–17، 1921–22، 1929–30، 1932–33
- كأس هولندا

الوصيف: 1964–65
- تويد ديفيسي

الفائز: 1958–59 [الإنجليزية]
- ترقى إلى الدوري الهولندي الممتاز

ترقيات: 1962–63، 1991–92، 2012–13، 2015–16

## نتائج محليّة
جدول النتائج المحليَّة لنادي غو أهد إيغلز في كرة القدم الاحترافية في عام 1956.
| نتائج المواجهات المباشرة المحلية منذ عام 1956 | نتائج المواجهات المباشرة المحلية منذ عام 1956 | نتائج المواجهات المباشرة المحلية منذ عام 1956    | نتائج المواجهات المباشرة المحلية منذ عام 1956 | نتائج المواجهات المباشرة المحلية منذ عام 1956 |
| --- | --------------------------------------------- | ------------------------------------------------ | --------------------------------------------- | --------------------------------------------- |
| \| الدوري \| نتيجة الدوري \| تأهل إلى \| موسم كأس هولندا \| نتيجة الكأس \| \| -------------------------------------------------------------- \| -------------------------- \| ------------------------------------------------ \| --------------- \| --------------- \| \| الدوري الهولندي لكرة القدم الدرجة الثانية 2019-20 [الإنجليزية]‏ \| المركز الـ 6 \| تم إيقاف الموسم بسبب جائحة فيروس كورونا 2019–20 \| 2019–20 \| ربع النهائي \| \| الدوري الهولندي الدرجة الثانية 2018–19 \| المركز الـ 5 \| تصفيات الترقية والهبوط: لا يوجد ترقية \| 2018–19 \| الجولة الثانية \| \| الدوري الهولندي لكرة القدم الدرجة الثانية 2017-18 [الإنجليزية]‏ \| المركز الـ 17 \| – \| 2017–18 \| الجولة الثانية \| \| الدوري الهولندي الممتاز 2016–17 \| المركز الـ 18 \| الدوري الهولندي لكرة القدم الدرجة الثانية (هبط) \| 2016–17 \| الجولة الثانية \| \| الدوري الهولندي لكرة القدم الدرجة الثانية 2015–16 \| المركز الـ 5 \| تصفيات الترقية والهبوط: ترقى \| 2015–16 \| الجولة الثالثة \| \| الدوري الهولندي الممتاز 2014–15 \| المركز الـ 17 \| تصفيات الترقية والهبوط: هبط \| 2014–15 \| الجولة الثالثة \| \| الدوري الهولندي الممتاز 2013–14 \| المركز الـ 13 \| – \| 2013–14 \| الجولة الثالثة \| \| الدوري الهولندي لكرة القدم الدرجة الثانية 2012–13 \| المركز الـ 6 \| تصفيات الترقية والهبوط: ترقى \| 2012–13 \| دوري الـ 16 \| \| الدوري الهولندي لكرة القدم الدرجة الثانية 2011–12 \| المركز الـ 9 \| تصفيات الترقية والهبوط: لا يوجد ترقية \| 2011–12 \| دوري الـ 16 \| \| الدوري الهولندي لكرة القدم الدرجة الثانية 2010–11 \| المركز الـ 7 \| تصفيات الترقية والهبوط: لا يوجد ترقية \| 2010–11 \| الجولة الرابعة \| \| الدوري الهولندي لكرة القدم الدرجة الثانية 2009–10 \| المركز الـ 5 \| تصفيات الترقية والهبوط: لا يوجد ترقية \| 2009–10 \| نصف النهائي \| \| الدوري الهولندي لكرة القدم الدرجة الثانية 2008–09 \| المركز الـ 7 \| – \| 2008–09 \| الجولة الثانية \| \| الدوري الهولندي لكرة القدم الدرجة الثانية 2007–08 \| المركز الـ 10 \| تصفيات الترقية والهبوط: لا يوجد ترقية \| 2007–08 \| الجولة الثالثة \| \| الدوري الهولندي لكرة القدم الدرجة الثانية 2006–07 \| المركز الـ 7 \| تصفيات الترقية والهبوط: لا يوجد ترقية \| 2006–07 \| دوري الـ 16 \| \| الدوري الهولندي لكرة القدم الدرجة الثانية 2005–06 \| المركز الـ 18 \| – \| 2005–06 \| الجولة الثالثة \| \| الدوري الهولندي لكرة القدم الدرجة الثانية 2004–05 \| المركز الـ 17 \| – \| 2004–05 \| دوري الـ 16 \| \| الدوري الهولندي لكرة القدم الدرجة الثانية 2003–04 \| المركز الـ 9 \| – \| 2003–04 \| الجولة الثانية \| \| الدوري الهولندي لكرة القدم الدرجة الثانية 2002–03 \| المركز الـ 7 \| تصفيات الترقية والهبوط: لا يوجد ترقية \| 2002–03 \| الجولة الثانية \| \| الدوري الهولندي لكرة القدم الدرجة الثانية 2001–02 \| المركز الـ 16 \| – \| 2001–02 \| الجولة الثانية \| \| الدوري الهولندي لكرة القدم الدرجة الثانية 2000–01 \| المركز الـ 6 \| تصفيات الترقية والهبوط: لا يوجد ترقية \| 2000–01 \| الجولة الثانية \| \| الدوري الهولندي لكرة القدم الدرجة الثانية 1999–2000 \| المركز الـ 14 \| – \| 1999–00 \| دوري الـ 16 \| \| الدوري الهولندي لكرة القدم الدرجة الثانية 1998–99 \| المركز الـ 7 \| – \| 1998–99 \| دوري الـ 16 \| \| الدوري الهولندي لكرة القدم الدرجة الثانية 1997–98 \| المركز الـ 9 \| – \| 1997–98 \| مرحلة المجموعات \| \| الدوري الهولندي لكرة القدم الدرجة الثانية 1996–97 \| المركز الـ 6 \| تصفيات الترقية والهبوط: لا يوجد ترقية \| 1996–97 \| الجولة الثانية \| \| الدوري الهولندي الممتاز 1995–96 \| المركز الـ 18 \| الدوري الهولندي لكرة القدم الدرجة الثانية (هبط) \| 1995–96 \| الجولة الثانية \| \| الدوري الهولندي الممتاز 1994–95 \| المركز الـ 17 \| – (المباريات الفاصلة للصعود أو الهبوط) \| 1994–95 \| الجولة الثانية \| \| الدوري الهولندي الممتاز 1993–94 \| المركز الـ 12 \| – \| 1993–94 \| الجولة الثالثة \| \| الدوري الهولندي الممتاز 1992–93 \| المركز الـ 15 \| – \| 1992–93 \| الجولة الثالثة \| \| الدوري الهولندي لكرة القدم الدرجة الثانية 1991–92 \| المركز الـ 11 \| الدوري الهولندي الممتاز \| 1991–92 \| الجولة الثانية \| \| الدوري الهولندي لكرة القدم الدرجة الثانية 1990–91 \| المركز الـ 7 \| – \| 1990–91 \| الجولة الثانية \| \| الدوري الهولندي لكرة القدم الدرجة الثانية 1989–90 \| المركز الـ 9 \| تصفيات الترقية والهبوط: لا يوجد ترقية \| 1989–90 \| الجولة الثانية \| \| الدوري الهولندي لكرة القدم الدرجة الثانية 1988–89 \| المركز الـ 10 \| منافسة الترقية: لم يترقى \| 1988–89 \| الجولة الأولى \| \| الدوري الهولندي لكرة القدم الدرجة الثانية 1987–88 \| المركز الـ 12 \| – \| 1987–88 \| الجولة الأولى \| \| الدوري الهولندي الممتاز 1986–87 \| المركز الـ 16 \| الدوري الهولندي لكرة القدم الدرجة الثانية (هبط) \| 1986–87 \| الجولة الأولى \| \| الدوري الهولندي الممتاز 1985–86 \| المركز الـ 10 \| – \| 1985–86 \| الجولة الأولى \| \| الدوري الهولندي الممتاز 1984–85 \| المركز الـ 15 \| – \| 1984–85 \| Quarter-final \| \| الدوري الهولندي الممتاز 1983–84 \| المركز الـ 11 \| – \| 1983–84 \| الجولة الثانية \| \| الدوري الهولندي الممتاز 1982–83 \| المركز الـ 12 \| – \| 1982–83 \| Quarter-final \| \| الدوري الهولندي الممتاز 1981–82 \| المركز الـ 10 \| – \| 1981–82 \| الجولة الثانية \| \| الدوري الهولندي الممتاز 1980–81 \| المركز الـ 12 \| – \| 1980–81 \| نصف النهائي \| \| الدوري الهولندي الممتاز 1979–80 \| المركز الـ 12 \| – \| 1979–80 \| دوري الـ 16 \| \| الدوري الهولندي الممتاز 1978–79 \| المركز الـ 9 \| – \| 1978–79 \| الجولة الثانية \| \| الدوري الهولندي الممتاز 1977–78 \| المركز الـ 16 \| – \| 1977–78 \| دوري الـ 16 \| \| الدوري الهولندي الممتاز 1976–77 \| المركز الـ 11 \| – \| 1976–77 \| الجولة الثانية \| \| الدوري الهولندي الممتاز 1975–76 \| المركز الـ 13 \| – \| 1975–76 \| دوري الـ 16 \| \| الدوري الهولندي الممتاز 1974–75 \| المركز الـ 12 \| – \| 1974–75 \| الجولة الثانية \| \| الدوري الهولندي الممتاز 1973–74 \| المركز الـ 10 \| – \| 1973–74 \| الجولة الثانية \| \| الدوري الهولندي الممتاز 1972–73 \| المركز الـ 14 \| – \| 1972–73 \| الجولة الثانية \| \| الدوري الهولندي الممتاز 1971–72 \| المركز الـ 9 \| – \| 1971–72 \| دوري الـ 16 \| \| الدوري الهولندي الممتاز 1970–71 \| المركز الـ 7 \| – \| 1970–71 \| الجولة الثانية \| \| الدوري الهولندي الممتاز 1969–70 \| المركز الـ 7 \| – \| 1969–70 \| دوري الـ 16 \| \| الدوري الهولندي الممتاز 1968–69 \| المركز الـ 4 \| – \| 1968–69 \| الجولة الثانية \| \| الدوري الهولندي الممتاز 1967–68 \| الثالث \| – \| 1967–68 \| نصف النهائي \| \| الدوري الهولندي الممتاز 1966–67 \| المركز الـ 5 \| – \| 1966–67 \| نصف النهائي \| \| الدوري الهولندي الممتاز 1965–66 \| المركز الـ 5 \| – \| 1965–66 \| نصف النهائي \| \| الدوري الهولندي الممتاز 1964–65 \| المركز الـ 11 \| كأس الكؤوس \| 1964–65 \| النهائي \| \| الدوري الهولندي الممتاز 1963–64 \| المركز الـ 12 \| – \| 1963–64 \| الجولة الثانية \| \| الدوري الهولندي لكرة القدم الدرجة الثانية 1962–63 \| الثاني \| الدوري الهولندي الممتاز (ترقى) \| 1962–63 \| الجولة الثالثة \| \| الدوري الهولندي لكرة القدم الدرجة الثانية 1961–62 \| المركز الـ 4 (المجموعة A) \| – \| 1961–62 \| ? \| \| الدوري الهولندي لكرة القدم الدرجة الثانية 1960–61 \| المركز الـ 15 (المجموعة B) \| – \| 1960–61 \| ? \| \| الدوري الهولندي لكرة القدم الدرجة الثانية 1959–60 \| المركز الـ 10 (المجموعة B) \| – \| "لم تعقد" \| "لم تعقد" \| \| 1958–59 Tweede Divisie [الإنجليزية] \| الأول (المجموعة B) \| الدوري الهولندي لكرة القدم الدرجة الثانية (ترقى) \| 1958–59 \| ? \| \| 1957–58 Tweede Divisie [الإنجليزية] \| الثالث (المجموعة B) \| – \| 1957–58 \| ? \| \| الدوري الهولندي الدرجة الثانية 1956–57 \| المركز الـ 13 (المجموعة A) \| – \| 1956–57 \| ? \| |                                               |                                                  |                                               |                                               |
| الدوري | نتيجة الدوري                                  | تأهل إلى                                         | موسم كأس هولندا                               | نتيجة الكأس                                   |
| الدوري الهولندي لكرة القدم الدرجة الثانية 2019-20 ‏ | المركز الـ 6                                  | تم إيقاف الموسم بسبب جائحة فيروس كورونا 2019–20  | 2019–20                                       | ربع النهائي                                   |
| الدوري الهولندي الدرجة الثانية 2018–19 | المركز الـ 5                                  | تصفيات الترقية والهبوط: لا يوجد ترقية            | 2018–19                                       | الجولة الثانية                                |
| الدوري الهولندي لكرة القدم الدرجة الثانية 2017-18 ‏ | المركز الـ 17                                 | –                                                | 2017–18                                       | الجولة الثانية                                |
| الدوري الهولندي الممتاز 2016–17 | المركز الـ 18                                 | الدوري الهولندي لكرة القدم الدرجة الثانية (هبط)  | 2016–17                                       | الجولة الثانية                                |
| الدوري الهولندي لكرة القدم الدرجة الثانية 2015–16 | المركز الـ 5                                  | تصفيات الترقية والهبوط: ترقى                     | 2015–16                                       | الجولة الثالثة                                |
| الدوري الهولندي الممتاز 2014–15 | المركز الـ 17                                 | تصفيات الترقية والهبوط: هبط                      | 2014–15                                       | الجولة الثالثة                                |
| الدوري الهولندي الممتاز 2013–14 | المركز الـ 13                                 | –                                                | 2013–14                                       | الجولة الثالثة                                |
| الدوري الهولندي لكرة القدم الدرجة الثانية 2012–13 | المركز الـ 6                                  | تصفيات الترقية والهبوط: ترقى                     | 2012–13                                       | دوري الـ 16                                   |
| الدوري الهولندي لكرة القدم الدرجة الثانية 2011–12 | المركز الـ 9                                  | تصفيات الترقية والهبوط: لا يوجد ترقية            | 2011–12                                       | دوري الـ 16                                   |
| الدوري الهولندي لكرة القدم الدرجة الثانية 2010–11 | المركز الـ 7                                  | تصفيات الترقية والهبوط: لا يوجد ترقية            | 2010–11                                       | الجولة الرابعة                                |
| الدوري الهولندي لكرة القدم الدرجة الثانية 2009–10 | المركز الـ 5                                  | تصفيات الترقية والهبوط: لا يوجد ترقية            | 2009–10                                       | نصف النهائي                                   |
| الدوري الهولندي لكرة القدم الدرجة الثانية 2008–09 | المركز الـ 7                                  | –                                                | 2008–09                                       | الجولة الثانية                                |
| الدوري الهولندي لكرة القدم الدرجة الثانية 2007–08 | المركز الـ 10                                 | تصفيات الترقية والهبوط: لا يوجد ترقية            | 2007–08                                       | الجولة الثالثة                                |
| الدوري الهولندي لكرة القدم الدرجة الثانية 2006–07 | المركز الـ 7                                  | تصفيات الترقية والهبوط: لا يوجد ترقية            | 2006–07                                       | دوري الـ 16                                   |
| الدوري الهولندي لكرة القدم الدرجة الثانية 2005–06 | المركز الـ 18                                 | –                                                | 2005–06                                       | الجولة الثالثة                                |
| الدوري الهولندي لكرة القدم الدرجة الثانية 2004–05 | المركز الـ 17                                 | –                                                | 2004–05                                       | دوري الـ 16                                   |
| الدوري الهولندي لكرة القدم الدرجة الثانية 2003–04 | المركز الـ 9                                  | –                                                | 2003–04                                       | الجولة الثانية                                |
| الدوري الهولندي لكرة القدم الدرجة الثانية 2002–03 | المركز الـ 7                                  | تصفيات الترقية والهبوط: لا يوجد ترقية            | 2002–03                                       | الجولة الثانية                                |
| الدوري الهولندي لكرة القدم الدرجة الثانية 2001–02 | المركز الـ 16                                 | –                                                | 2001–02                                       | الجولة الثانية                                |
| الدوري الهولندي لكرة القدم الدرجة الثانية 2000–01 | المركز الـ 6                                  | تصفيات الترقية والهبوط: لا يوجد ترقية            | 2000–01                                       | الجولة الثانية                                |
| الدوري الهولندي لكرة القدم الدرجة الثانية 1999–2000 | المركز الـ 14                                 | –                                                | 1999–00                                       | دوري الـ 16                                   |
| الدوري الهولندي لكرة القدم الدرجة الثانية 1998–99 | المركز الـ 7                                  | –                                                | 1998–99                                       | دوري الـ 16                                   |
| الدوري الهولندي لكرة القدم الدرجة الثانية 1997–98 | المركز الـ 9                                  | –                                                | 1997–98                                       | مرحلة المجموعات                               |
| الدوري الهولندي لكرة القدم الدرجة الثانية 1996–97 | المركز الـ 6                                  | تصفيات الترقية والهبوط: لا يوجد ترقية            | 1996–97                                       | الجولة الثانية                                |
| الدوري الهولندي الممتاز 1995–96 | المركز الـ 18                                 | الدوري الهولندي لكرة القدم الدرجة الثانية (هبط)  | 1995–96                                       | الجولة الثانية                                |
| الدوري الهولندي الممتاز 1994–95 | المركز الـ 17                                 | – (المباريات الفاصلة للصعود أو الهبوط)           | 1994–95                                       | الجولة الثانية                                |
| الدوري الهولندي الممتاز 1993–94 | المركز الـ 12                                 | –                                                | 1993–94                                       | الجولة الثالثة                                |
| الدوري الهولندي الممتاز 1992–93 | المركز الـ 15                                 | –                                                | 1992–93                                       | الجولة الثالثة                                |
| الدوري الهولندي لكرة القدم الدرجة الثانية 1991–92 | المركز الـ 11                                 | الدوري الهولندي الممتاز                          | 1991–92                                       | الجولة الثانية                                |
| الدوري الهولندي لكرة القدم الدرجة الثانية 1990–91 | المركز الـ 7                                  | –                                                | 1990–91                                       | الجولة الثانية                                |
| الدوري الهولندي لكرة القدم الدرجة الثانية 1989–90 | المركز الـ 9                                  | تصفيات الترقية والهبوط: لا يوجد ترقية            | 1989–90                                       | الجولة الثانية                                |
| الدوري الهولندي لكرة القدم الدرجة الثانية 1988–89 | المركز الـ 10                                 | منافسة الترقية: لم يترقى                         | 1988–89                                       | الجولة الأولى                                 |
| الدوري الهولندي لكرة القدم الدرجة الثانية 1987–88 | المركز الـ 12                                 | –                                                | 1987–88                                       | الجولة الأولى                                 |
| الدوري الهولندي الممتاز 1986–87 | المركز الـ 16                                 | الدوري الهولندي لكرة القدم الدرجة الثانية (هبط)  | 1986–87                                       | الجولة الأولى                                 |
| الدوري الهولندي الممتاز 1985–86 | المركز الـ 10                                 | –                                                | 1985–86                                       | الجولة الأولى                                 |
| الدوري الهولندي الممتاز 1984–85 | المركز الـ 15                                 | –                                                | 1984–85                                       | Quarter-final                                 |
| الدوري الهولندي الممتاز 1983–84 | المركز الـ 11                                 | –                                                | 1983–84                                       | الجولة الثانية                                |
| الدوري الهولندي الممتاز 1982–83 | المركز الـ 12                                 | –                                                | 1982–83                                       | Quarter-final                                 |
| الدوري الهولندي الممتاز 1981–82 | المركز الـ 10                                 | –                                                | 1981–82                                       | الجولة الثانية                                |
| الدوري الهولندي الممتاز 1980–81 | المركز الـ 12                                 | –                                                | 1980–81                                       | نصف النهائي                                   |
| الدوري الهولندي الممتاز 1979–80 | المركز الـ 12                                 | –                                                | 1979–80                                       | دوري الـ 16                                   |
| الدوري الهولندي الممتاز 1978–79 | المركز الـ 9                                  | –                                                | 1978–79                                       | الجولة الثانية                                |
| الدوري الهولندي الممتاز 1977–78 | المركز الـ 16                                 | –                                                | 1977–78                                       | دوري الـ 16                                   |
| الدوري الهولندي الممتاز 1976–77 | المركز الـ 11                                 | –                                                | 1976–77                                       | الجولة الثانية                                |
| الدوري الهولندي الممتاز 1975–76 | المركز الـ 13                                 | –                                                | 1975–76                                       | دوري الـ 16                                   |
| الدوري الهولندي الممتاز 1974–75 | المركز الـ 12                                 | –                                                | 1974–75                                       | الجولة الثانية                                |
| الدوري الهولندي الممتاز 1973–74 | المركز الـ 10                                 | –                                                | 1973–74                                       | الجولة الثانية                                |
| الدوري الهولندي الممتاز 1972–73 | المركز الـ 14                                 | –                                                | 1972–73                                       | الجولة الثانية                                |
| الدوري الهولندي الممتاز 1971–72 | المركز الـ 9                                  | –                                                | 1971–72                                       | دوري الـ 16                                   |
| الدوري الهولندي الممتاز 1970–71 | المركز الـ 7                                  | –                                                | 1970–71                                       | الجولة الثانية                                |
| الدوري الهولندي الممتاز 1969–70 | المركز الـ 7                                  | –                                                | 1969–70                                       | دوري الـ 16                                   |
| الدوري الهولندي الممتاز 1968–69 | المركز الـ 4                                  | –                                                | 1968–69                                       | الجولة الثانية                                |
| الدوري الهولندي الممتاز 1967–68 | الثالث                                        | –                                                | 1967–68                                       | نصف النهائي                                   |
| الدوري الهولندي الممتاز 1966–67 | المركز الـ 5                                  | –                                                | 1966–67                                       | نصف النهائي                                   |
| الدوري الهولندي الممتاز 1965–66 | المركز الـ 5                                  | –                                                | 1965–66                                       | نصف النهائي                                   |
| الدوري الهولندي الممتاز 1964–65 | المركز الـ 11                                 | كأس الكؤوس                                       | 1964–65                                       | النهائي                                       |
| الدوري الهولندي الممتاز 1963–64 | المركز الـ 12                                 | –                                                | 1963–64                                       | الجولة الثانية                                |
| الدوري الهولندي لكرة القدم الدرجة الثانية 1962–63 | الثاني                                        | الدوري الهولندي الممتاز (ترقى)                   | 1962–63                                       | الجولة الثالثة                                |
| الدوري الهولندي لكرة القدم الدرجة الثانية 1961–62 | المركز الـ 4 (المجموعة A)                     | –                                                | 1961–62                                       | ?                                             |
| الدوري الهولندي لكرة القدم الدرجة الثانية 1960–61 | المركز الـ 15 (المجموعة B)                    | –                                                | 1960–61                                       | ?                                             |
| الدوري الهولندي لكرة القدم الدرجة الثانية 1959–60 | المركز الـ 10 (المجموعة B)                    | –                                                | "لم تعقد"                                     | "لم تعقد"                                     |
| 1958–59 Tweede Divisie [الإنجليزية] | الأول (المجموعة B)                            | الدوري الهولندي لكرة القدم الدرجة الثانية (ترقى) | 1958–59                                       | ?                                             |
| 1957–58 Tweede Divisie [الإنجليزية] | الثالث (المجموعة B)                           | –                                                | 1957–58                                       | ?                                             |
| الدوري الهولندي الدرجة الثانية 1956–57 | المركز الـ 13 (المجموعة A)                    | –                                                | 1956–57                                       | ?                                             |

## سجّل أوروبي
| الموسم  | المنافسة             | الجولة                       | النادي                | ذهاب | إياب | المجموع |
| ------- | -------------------- | ---------------------------- | --------------------- | ---- | ---- | ------- |
| 1965–66 | كأس الكؤوس الأوروبية | كأس الكؤوس الأوروبية 1965–66 | نادي سلتيك            | 0–6  | 0–1  | 0–7     |
| 1967    | كأس إنترتوتو         | كأس إنترتوتو 1967            | ليرس                  | 1–2  | 0–2  | الرابع  |
| 1967    | كأس إنترتوتو         | كأس إنترتوتو 1967            | نادي روان             | 5–0  | 3–4  | الرابع  |
| 1967    | كأس إنترتوتو         | كأس إنترتوتو 1967            | Grenchen [الإنجليزية] | 3–1  | 0–2  | الرابع  |
| 1969    | كأس إنترتوتو         | كأس إنترتوتو 1969            | شومبيركي بيوتوم       | 2–2  | 0–1  | الثالث  |
| 1969    | كأس إنترتوتو         | كأس إنترتوتو 1969            | نادي أوسترس           | 1–1  | 2–3  | الثالث  |
| 1969    | كأس إنترتوتو         | كأس إنترتوتو 1969            | نادي لوغانو           | 1–1  | 4–0  | الثالث  |
| 1984    | كأس إنترتوتو         | كأس إنترتوتو 1984            | ستاندارد لييج         | 1–1  | 2–4  | الرابع  |
| 1984    | كأس إنترتوتو         | كأس إنترتوتو 1984            | نادي أودنسه           | 1–1  | 0–3  | الرابع  |
| 1984    | كأس إنترتوتو         | كأس إنترتوتو 1984            | آينتراخت براونشفايغ   | 2–1  | 1–2  | الرابع  |
| 2015–16 | الدوري الأوروبي      | الدوري الأوروبي 2015–16      | نادي فيرينتسفاروشي    | 1–1  | 1–4  | 2–5     |

؛ ملاحظات
- تمَّ إدراج أهداف Go Ahead Eagles أولاً.
- 1R: الجولة الأولى
- GS: دور المجموعات

## التشكيلة الحاليَّة
آخر تحديث 15 October 2020. 
ملاحظة: تشير الأعلام إلى المنتخب الوطني على النحو المحدد في قواعد الأهلية للفيفا. قد يحمل اللاعبون أكثر من جنسية واحدة غير تابعة للفيفا.
| الرقم | البلد     | المركز | اللاعب                      |
| ----- | --------- | ------ | --------------------------- |
| 1     | هولندا    | حارس   | ميتشل ميخائيلس              |
| 2     | هولندا    | مدافع  | فاوت دروست                  |
| 3     | هولندا    | مدافع  | سام بوكيما                  |
| 4     | هولندا    | مدافع  | يروين فيلدماتي (الكابتن)    |
| 5     | هولندا    | مدافع  | باس كويبرس                  |
| 6     | إندونيسيا | وسط    | جاي إيدزيس [الإنجليزية]     |
| 7     | هولندا    | مهاجم  | مارتين بيردين [الإنجليزية]  |
| 8     | هولندا    | وسط    | لوك بروفرز                  |
| 9     | فرنسا     | مهاجم  | أنطوان رابيارد              |
| 10    | تركيا     | وسط    | اركان ايبيل [الإنجليزية]    |
| 11    | هولندا    | مهاجم  | Kevin van Kippersluis       |
| 14    | هولندا    | وسط    | زكريا الدهشوري [الإنجليزية] |
| 15    | ألمانيا   | مدافع  | نيكولا عبدات [الإنجليزية]   |

| الرقم | البلد            | المركز | اللاعب                                               |
| ----- | ---------------- | ------ | ---------------------------------------------------- |
| 16    | هولندا           | حارس   | Alessio Budel                                        |
| 17    | إسكتلندا         | وسط    | فرانك روس                                            |
| 18    | هولندا           | مهاجم  | Sam Crowther                                         |
| 19    | هولندا           | مهاجم  | سام هندريكس                                          |
| 20    | هولندا           | حارس   | جاي جورتر                                            |
| 21    | هولندا           | مهاجم  | برادلي فان هوفين [الإنجليزية]                        |
| 22    | هولندا           | مدافع  | Julliani Eersteling                                  |
| 23    | هولندا           | مهاجم  | Quiermo Dumay                                        |
| 24    | الولايات المتحدة | وسط    | مايل كوربوز [الإنجليزية]                             |
| 25    | هولندا           | مدافع  | بويد لوكاسين [الإنجليزية]                            |
| 26    | هولندا           | مدافع  | جوستين باكر                                          |
| 27    | زامبيا           | مدافع  | جاكوب مولينغا                                        |
| 30    | اليونان          | وسط    | جيانيس فيفوس بوتوس [الإنجليزية] (إعارة من أيك أثينا) |

## لاعبون سابقون
- سوني بوس [الإنجليزية]
- حميد زرباف [الإنجليزية]

## تاريخ المدربين
| - فرانز كولر (لاعب كرة قدم) (1954–56) - غيلبرت ريتشموند (1957–62) - František Fadrhonc (1 يوليو 1962 – 30 يونيو 1970) - باري هيوز (1 يوليو 1970 – 30 يونيو 1973) - Jan Notermans (1973–75) - Henk van Brussel (1975) - ليو بينهاكر (1975–76) - Henk van Brussel «(مؤقت)» (1976) - ويل كورفر (1 يوليو 1976 – 30 يونيو 1977) - Henk van Brussel «(مؤقت)» (1978) - يوب براند (1 يوليو 1978 – 17 فبراير 1980) - أنطوان كون (1 يوليو 1980 – 30 يونيو 1981) - Bob Maaskant (1981–83) - Henk Wullems (1 يوليو 1983 – 30 يونيو 1986) - Nico van Zoghel (1 يوليو 1985 – 30 يونيو 1988) - فريتز كورباخ (1 يوليو 1988 – 30 يونيو 1990) | - هينك تين كاتي (22 فبراير 1990 – 30 يونيو 1990) - يان فيرسلاين (1 يوليو 1990 – 30 يونيو 1993) - هينك تين كاتي (1 يوليو 1993 – 27 يناير 1995) - Ab Fafié (27 يناير 1995 – 30 يونيو 1996) - ليو فان فيين (1 يوليو 1996 – 30 يونيو 1997) - Jan van Staa (1 يوليو 1997 – 30 يونيو 2002) - ثيو دي يونغ (2001–02) - روبيرت ماسكانت (1 يوليو 2002 – 2 فبراير 2003) - رايموند ليبريختس (15 يناير 2003 – 30 يونيو 2005) - Mike Snoei (1 يوليو 2005 – 4 مارس 2008) - Gerard Somer «(مؤقت)» (4 مارس 2008 – 7 مارس 2008) - Andries Ulderink (7 مارس 2008 – 30 يونيو 2011) - يوب غال (1 يوليو 2011 – 24 مارس 2012) | - ميشيل بورباخ [الإنجليزية] "(int.)" (24 مارس 2012 – 31 مارس 2012) - جيمي كالدروود (30 مارس 2012 – 30 يونيو 2012) - إيرك تين هاغ (1 يوليو 2012 – 30 يونيو 2013) - فوكي بوي (1 يوليو 2013 – 22 مارس 2015) - Dennis Demmers (22 مارس 2015 – 1 فبراير 2016) - هاري ديفييفر «(مؤقت)» (2016) - هانس دي كونينغ (20 فبراير 2016 – 22 مارس 2017) - روبيرت ماسكانت (25 مارس 2017 – 30 يونيو 2017) - ليون فليمينغ (1 يوليو 2017 – 3 ديسمبر 2017) - Jan van Staa (5 ديسمبر 2017 – 30 يونيو 2018) - جون ستيجيمان (1 يوليو 2018 – 29 مايو 2019) - Jack de Gier (مايو 2019 – 30 يونيو 2020) - كيس فان وندرن [الإنجليزية] (1 يوليو 2020 – «حالياً») |

## وصلات خارجية
- الموقع الرسمي (بالهولندية)
- موقع للمشجعين (بالهولندية)
- (بالهولندية)
- Club profile at Weltfussballarchiv
- Bozen van het Oosten باللغة الهولندية